# 115950 Kocherpeter
115950 Kocherpeter è un asteroide della fascia principale. Scoperto nel 2003, presenta un'orbita caratterizzata da un semiasse maggiore pari a 2,5890831 UA e da un'eccentricità di 0,2264498, inclinata di 2,85609° rispetto all'eclittica.